# 介良城
介良城（けらじょう）は、高知県高知市介良（けら）にあった日本の城。
介良城は横山氏の居城である花熊城の東の標高170mの山頂に築かれた。詰城（つめのしろ）かと思われる。現在の山頂は緑地公園となっており、城跡には草が生い茂っているが、石垣などは残っている。